# Aakash
Aakash è un film indiano del 2005, diretto da Mahesh Babu, scritto da Janardhan Maharshi e prodotto da Parvathamma Rajkumar. Il film vede protagonisti le star indiane Divya Spandana e Puneeth Rajkumar.

## Trama
Aakash è un ragazzo con molte responsabilità sulle spalle. Ha diversi lavori, come istruttore di guida, nuoto e cameraman, per guadagnarsi da vivere e prendersi cura di sua sorella. Incontra Nandini, figlia di un ricco uomo d'affari, e sviluppa una simpatia nei suoi confronti, che però non può rivelare perché essendo povero, non può sposarsi con una ragazza ricca. Anche Nandini dalla sua parte si innamora di Aakash, dopo averlo conosciuto meglio. Questo infastidisce il fratello di Nandini, che inizia a disturbare la vita privata di Aakash. Il fidanzamento di quest'ultimo viene annullato e, grazie all'influenza del fratello di Nandini, perde il lavoro.

## Produzione
I dialoghi originali sono in kannada.

## Accoglienza
Il film è stato dichiarato da Blockbuster un successo al botteghino. È stato proiettato nelle sale di Karnataka per 200 giorni.

## Colonna sonora

### Tracce
1. K. S. Chithra – Aaha Entha Aa Kshana – 4:58
2. Udit Narayan – Habba Habba – 4:30
3. Puneeth Rajkumar – Hodi Hodi – 4:32
4. Kunal Ganjawala – Neene Neene – 4:31
5. Kunal Ganjawala – O Mariya – 5:08
6. Rajesh Krishnan – Yenidu E Dina – 1:53
7. Shreya Ghoshal – Aaha Entha Aa Kshana (Bit) – 2:22